# Matchbox Twenty
Matchbox Twenty (ранее известны как Matchbox 20) — американская рок-группа из Орландо (Флорида), которая выпустила свой первый альбом, Yourself or Someone Like You, в 1996 году. Множество песен из этого альбома (например, «Push») стали хитами на радиостанциях США и всего мира. Музыкальные критики отметили их способность сочетать профиль классической рок-группы в духе Pearl Jam или R.E.M. c весьма современным звучанием и гибким вокалом фронтмена Роба Томаса. 4 сентября 2012 года группа выпустила свой четвёртый студийный альбом North, который дебютировал на первом месте в Billboard 200.

## История группы
До 1996 года Роб Томас, Brian Yale и Paul Doucette играли в группе Tabitha’s Secret. В 1996 году они решили образовать свою собственную группу, в которую вошли также Адам Гейнор и Кайл Кук. В этом же году Matchbox 20 выпустили свой первый альбом Yourself Or Someone Like You, включивший такие хиты как «Long Day», «Push», «3 A.M.», «Real World» и «Back 2 Good». Альбом имел большой успех и разошёлся в США тиражом 12 миллионов экземпляров, получив статус бриллиантового.
В течение 1997-1999 годов группа много выступала с концертами, особенно в Австралии и Новой Зеландии, а в 1999 их популярность поднялась на новый уровень после того как фронтмен Роб Томас исполнил суперхит Карлоса Сантаны «Smooth», который возглавлял американские поп-чарты в течение трёх месяцев и был удостоен трёх «Грэмми» (в том числе за лучшую запись года).
В 2000 году группа поменяла название на Matchbox Twenty и выпустила второй альбом — Mad Season. «Bent» — первый сингл альбома — достиг первого места в чарте Billboard Hot 100, а сам альбом стал четырежды-платиновым.
В ноябре 2002 года вышел третий альбом — More Than You Think You Are. Хотя в альбоме было несколько успешных синглов («Disease», «Unwell», «Bright Lights»), он не повторил успех предыдущих альбомов группы. В 2005 году группу покинул ритм-гитарист Адам Гейнор, а Роб Томас занялся сольной карьерой.
Matchbox Twenty вернулись на музыкальную сцену в 2007 году, выпустив альбом лучших хитов Exile on Mainstream, который содержит также 5 новых песен группы. Альбом вышел 2 октября и дебютировал на третьем месте Billboard 200.

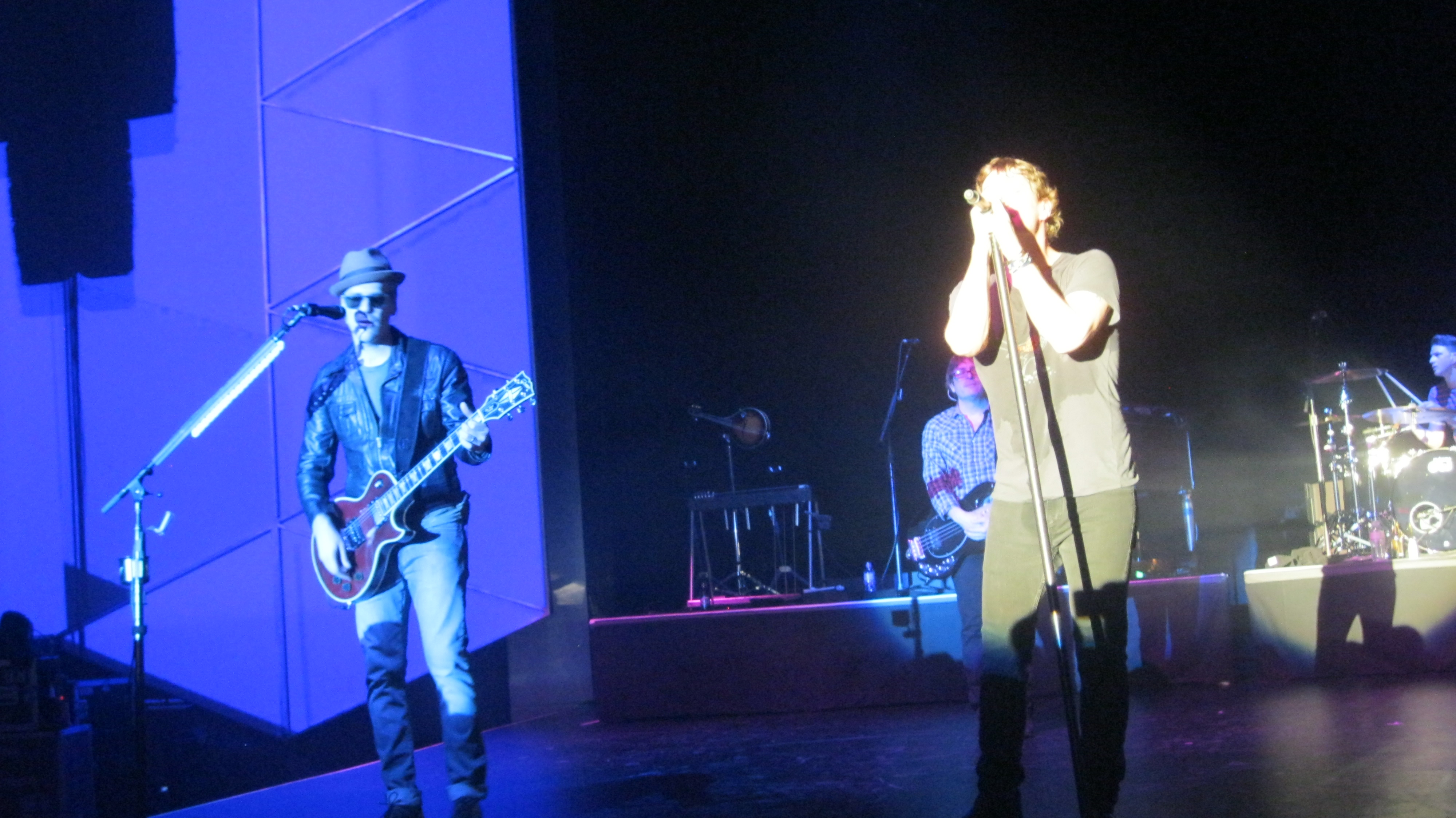
Matchbox Twenty в 2013 году.

На фестивале Taste of Chicago 2 июля 2010 года Томас сообщил, что Matchbox Twenty будет записывать свой четвёртый студийный альбом осенью. 4 сентября 2010 года, выступая на канале VH1, Томас заявил, что на 80% уверен ― альбом выйдет в 2011 году.
На сайте Matchbox Twenty было заявлено, что следующее выступление состоится 1 января 2011 года в Оклахоме. 9 июля 2011 года группа дала живое шоу в Темекуле, штат Калифорния. Альбом North был выпущен 4 сентября 2012 года. Первый сингл альбома, «She's So Mean», был выпущен 12 июня 2012 года. В 2012 году группа отправилась в мировое турне The North Tour для продвижения нового альбома.
9 апреля 2016 года Кайл Кук покинул группу, но вернулся в 2017 году. В том же году группа гастролировала с туром A Brief History of Everything Tour с группой Counting Crows. Дуэт Rivers and Rust выступил на разогреве. Группа должна была отправиться в североамериканский летний тур в 2020 году вместе с The Wallflowers. Из-за пандемии COVID-19 в Соединённых Штатах тур был перенесён на 2021 год.

## Дискография

### Студийные альбомы
- 1996: Yourself or Someone Like You
- 2000: Mad Season
- 2002: More Than You Think You Are
- 2012: North
- 2023: Where The Light Goes

### Синглы
| Год  | Название              | Альбом                       |
| ---- | --------------------- | ---------------------------- |
| 1996 | «Long Day»            | Yourself or Someone Like You |
| 1997 | «Push»                | Yourself or Someone Like You |
| 1997 | «3 A.M.»              | Yourself or Someone Like You |
| 1998 | «Real World»          | Yourself or Someone Like You |
| 1998 | «Back 2 Good»         | Yourself or Someone Like You |
| 2000 | «Bent»                | Mad Season                   |
| 2000 | «If You’re Gone»      | Mad Season                   |
| 2001 | «Mad Season»          | Mad Season                   |
| 2001 | «Angry»               | Mad Season                   |
| 2001 | «Last Beautiful Girl» | Mad Season                   |
| 2002 | «Disease»             | More Than You Think You Are  |
| 2003 | «Unwell»              | More Than You Think You Are  |
| 2004 | «Bright Lights»       | More Than You Think You Are  |
| 2004 | «Downfall»            | More Than You Think You Are  |
| 2004 | «All I Need»          | More Than You Think You Are  |
| 2007 | «How Far We’ve Come»  | Exile on Mainstream          |
| 2012 | «She's So Mean»       | North                        |